# Crioll d'illa de Sal
El Crioll de l'illa de Sal és un dialecte del crioll capverdià, que pertany al grup dels criolls de Barlavento, parlat principalment a l'illa de Sal.
S'estima que és parlat pel 3,70% de la població de Cap Verd, però aquest número podria ser lleugerament més gran a causa de l'emigració interna a les illes, i encara més si hi afegim els parlants a comunitats d'emigrants a l'estranger.

## Característiques
Més enllà de les característiques generals dels criolls de Sotavento el crioll de l'illa de Sal té les següents característiques:
- L'aspecte progressiu del present és format col·locant tâ tâ abans dels verbs:tâ + tâ + V.
- En la conjugació pronominal amb la primera persona del singular dels verbs acabats en ~a, el so /ɐ/ està representat per /ɔ/. Ex.: panhó-m’ en comptes de panhâ-m’ «apanhar-me», levó-m’ en comptes de levâ-m’ «levar-me», coçó-m’ en comptes de coçâ-m’ «coçar-me».
- El so /ʤ/ (derivat del portuguès antic escrit j a l'inici de paraula) està parcialment representat per /ʒ/. Ex. jantâ en comptes de djantâ «jantar», jôg’ en comptes de djôg' «jogo», però djâ «já», Djõ «João» manté el so /ʤ/.